# 何世琨

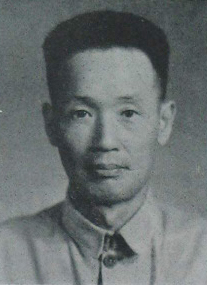
何世琨近照

何世琨（1899年—1987年），男，安徽肥西人，中华人民共和国政治人物。曾任中央人民政府法制委员会委员，江西省人民政府副秘书长。

## 生平
1954年，当选第一届全国人民代表大会代表。